# Wiktor Alexandrowitsch Sidjak
Wiktor Alexandrowitsch Sidjak (russisch Виктор Александрович Сидяк; * 21. November 1943 in Anschero-Sudschensk) ist ein ehemaliger sowjetischer Säbelfechter. Er gewann bei vier Olympiateilnahmen vier Goldmedaillen sowie jeweils eine Silber- und eine Bronzemedaille. Zudem war Sidjak siebenmaliger Weltmeister.

## Karriere
Bei den Olympischen Sommerspielen 1968 in Mexiko-Stadt gewann Wiktor Sidjak Gold mit der Säbelmannschaft. Diesen Erfolg konnte er bei den Olympischen Sommerspielen 1972 in München nicht ganz wiederholen und gewann Silber mit der Mannschaft. Im Einzel gewann er jedoch die Goldmedaille. In Montreal gewann Sidjak bei den Olympischen Sommerspielen 1976 die Bronzemedaille im Einzel. Mit der Mannschaft gewann er erneut Gold, was Sidjak vier Jahre später bei den Olympischen Sommerspielen 1980 in Moskau wiederholen konnte. 
1969 wurde Wiktor Sidjak Weltmeister im Einzel. 1969, 1970, 1971, 1974, 1975 und 1979 gewann er den Weltmeistertitel mit der Mannschaft. 